# إسماعيل غزالي
إسماعيل غزالي (من مواليد 3 تموز عام 1977) هو روائي وقاص مغربي. يُعدّ من رواد التجريب في القصة القصيرة والرواية على مستوى المغرب والوطن العربي. تخرّج من جامعة مولاي إسماعيل بإجازة في الأدب العربي عام 2002، وعمل في الصحافة المكتوبة داخل المغرب وخارجه منذ عام 2004. فاز بجائزة الطيب صالح العلمية للإبداع الكتابي سنة 2011، عن مجموعته القصصية الموسومة بـ "عسل اللقالق". وفاز بـ جائزة المغرب للكتاب سنة 2021 عن روايته "قطط مدينة الأرخبيل". وصل كتابه القصصي "بستان الغزال المرقّط" إلى القائمة القصيرة لـ جائزة المغرب للكتاب سنة 2012. ووصلت روايته الموسومة بـ "ثملاً على متن دراجة هوائية" إلى القائمة الطويلة لـ جائزة الملتقى للقصة القصيرة العربية عام 2024.

## السيرة الذاتية
إسماعيل غزالي من مواليد 03 يوليو 1977، بمدينة مريرت في الأطلس المتوسط، والتي درس فيها كل أطوار التعليم الابتدائي والإعدادي والثانوي. وتابع غزالي دراسته الجامعية في مدينة مكناس، حيث تخرج من جامعة مولاي إسماعيل، كلية الآداب والعلوم الإنسانية، بإجازة في الأدب العربي عام 2002. وعمل في الصحافة المكتوبة داخل المغرب وخارجه منذ سنة 2004. نشر غزالي نصوصه الأدبية والنقدية في مجمل الملاحق الثقافية والمجلات الأدبية في المغرب والوطن العربي. كما كتب أعمدة ثقافية كان أبرزها عمود (خيط أريانا) في الملحق الثقافي لجريدة الخليج عام 2011، وعمود بروفايل في الملحق الثقافي لجريدة الاتحاد عام 2015. شارك أنطوان الدويهي في العديد من الندوات والفعاليات في الوطن العربي، ومنها رابطة القلم الدنماركي في أمسية خاصة بكوبنهاغن عام 2011، وجمعية أصدقاء من كل العالم في سنة 2011. ومنذ سنة 2004 شارك غزالي في الكثير من الملتقيات الوطنية في السرد القصصي والروائي، أهمها ملتقى اتحاد كتاب المغرب للقصة القصيرة سنة 2006 في مدينة المحمدية. وشارك في معرض أبو ظبي الدولي للكتاب في عام 2013، وندوة تجارب روائية مغربية في معرض تونس الدولي للكتاب إلى جانب الكاتبة زهور كرام والكاتب عبد الرحيم حبيبي. وفي 2015، شارك غزالي في لقاء أسماء جديدة في الرواية العربية بمعرض الدار البيضاء الدولي للكتاب إلى جانب الروائي السوداني حمور زيادة، والكاتب المغربي هبد الرحيم حبيبي. وشارك في مهرجان أغادير للرواية العربية، في نسخة 2016 تحت عنوان الحرية. وألقى شهادة في ندوة إلى جانب كل من الكاتب الجزائري واسيني الأعرج والكاتب المغربي عبد القادر الشاوي والكاتب الكويتي سعود السنعوسي. واستضافته جامعة عبد المالك السعدي ضمن لقاء خاص حول تجربته في الكتابة السردية، في شهر نوفمبر 2016.

## المؤلفات

### روايات
- التمتمة، دار السعادة، مكناس، 2001.
- مئوية هسبريس، دار التنوخي، الرباط، 2012.
- موسم صيد الزنجور، دار العين، القاهرة، مصر، 2013.
- النهر يعض على ذيله، دار العين، القاهرة، مصر، 2015.

### قصص
- رقصات الخلاء، دار سعد الورزازي، الرباط، 2005.
- رطانات ديك خلاسي، دار أبي رقراق، الرباط، 2006.[5]
- عسل اللقالق، الخرطوم، 2011.
- لعبة مفترق الطرق، دار فضاءات، الأردن، 2011.
- بستان الغزال المرقط، كتاب قصصي يجمع أربع مجموعات قصصية (عسل اللقالق – لعبة مفترق الطرق – منامات الفايكنغ – الحديقة اليابانية)، دار أبي رقراق، الرباط، 2012.
- غراب، غربان، غرابيب، دار العين، القاهرة، مصر، 2016.

## الجوائز
- فاز إسماعيل غزالي بجائزة الطيب صالح العلمية للإبداع الكتابي في عام 2011.[1]
- وصل كتابه القصصي «بستان الغزال المرقط» الذي يضم أربع مجموعات قصصية إلى القائمة القصيرة لجائزة المغرب للكتاب عام 2012.[4]
- وصلت روايته «موسم صيد الزنجور» إلى القائمة الطويلة للجائزة العالمية للرواية العربية لعام 2014.[6]